# Karolówka (województwo lubelskie)
Karolówka – wieś w Polsce położona w województwie lubelskim, w powiecie biłgorajskim, w gminie Frampol.
W latach 1975–1998 miejscowość administracyjnie należała do województwa zamojskiego. 
Wieś jest sołectwem w gminie Frampol. Według Narodowego Spisu Powszechnego z roku 2011 wieś liczyła 400 mieszkańców i była czwartą co do wielkości miejscowością gminy.
Wierni Kościoła rzymskokatolickiego należą do parafii Matki Bożej Bolesnej w Korytkowie Dużym.

## Historia
Wieś ta wyrosła w miejscu kopalni rudy i huty żelaznej, która istniała w XVI w. na terenie parafii Radzięcin. Po raz pierwszy odnotowano ją w 1553 r. jako „in Conthy”, poniżej wsi tej nazwy, nad rzeką Ładą. Huta Ruda Kąty pracowała jeszcze w czasach Jana Kazimierza. W miejscu zakładu produkcyjnego osadzono następnie wieś Ruda Kąty, która widnieje na mapie z 1801 r. (Heldensfelda), jako wieś z 48 domami. W 1870 r. zwano ją już Karolówka, podobnie w 1877 r. (Skorowidz Zinberga tom I s.251), zaś w 1905 r. razem z folwarkiem miała ona 47 domów i 322 mieszkańców. Podobnie zapisywana jest w spisach z XX w.

## Szlaki turystyczne
Rowerowy Szlak Białej Łady